# کریستین برومبرژه
کریستیان برومبرژه (متولد۱۹۴۶، پاریس) (به فرانسوی: Christian Bromberger) ایرانشناس فرانسوی و استاد انسان‌شناسی در دانشگاه پرووانس فرانسه است. او متخصص فرهنگ گیلان است. او رئیس انجمن فرانسوی مطالعات ایرانی است. او در کوهپایه و جلگه گیلان تحقیقات میدانی انجام داده‌است. او نقش عمده‌ای در تأسیس موزه میراث روستایی گیلان داشته و عضو هیئت کارشناسی این موزه‌است.
وی به زبان‌های انگلیسی، روسی، ایتالیایی، فرانسوی، یونانی، فارسی، و زبان گیلکی مسلط است. او نویسنده بیشتر مقالات دانشنامه ایرانیکا دربارهٔ گیلان است.

## زندگی و تحصیلات
کریستیان برومبرژه پس از تحصیلات در رشتهٔ ادبیات کلاسیک فرانسه، در مردم‌شناسی تخصص گرفت. دکترای خود را در سال ۱۹۹۰ از دانشگاه اکس ان پرووانس(Aix-en-Provence) فرانسه، با پایان‌نامه‌ای دربارهٔ گیلان دریافت کرد.
او در هر دو سنت اصلی انسان‌شناسی فرانسه -ساختارگرایی کلود لوی-استروس و مطالعات فرهنگی ماده آندره لورا-گوران- تحصیل کرده‌است. آثار او عمدتاً ترکیبی نوآورانه از هر دو است. او از ۱۹۷۰ به تناوب به کار میدانی در ایران، ایتالیا و جنوب فرانسه مشغول بوده‌است.
او در دانشگاه پروانس به تدریس این رشته پرداخت و در همان‌جا، ریاست انجمن مردم‌شناسی تطبیقی نواحی مدیترانه (وابسته به مرکز ملی پژوهش‌های علمی فرانسه) را بر عهده گرفت. او تا به حال توسط چندین دانشگاه خارج از فرانسه به عنوان استاد مدعو انتخاب شده و از سال ۱۹۹۵ تا کنون، به عنوان عضو ارشد انجمن دانشگاهی فرانسه((Institut Universitaire de France(کرسی مردم‌شناسی عمومی) برگزیده شده‌است.
علاوه بر این، از سال ۱۹۹۸ تا ۲۰۰۱ ریاست شورای میراث مردم‌شناسی (وزارت فرهنگ) و همچنین مسئولیت علمی موزهٔ تمدن‌های اروپا و مدیترانه را که هم‌اکنون در مارسی (فرانسه) در حال شکل‌گیری است، بر عهده دارد. از فوریه ۲۰۰۶ به مدیریت انجمن ایران‌شناسی فرانسه در ایران برگزیده شد. تحقیقات او که در بیش از ۱۷۰ اثر منتشر شده‌است (اعم از کتب، مقالات، و همکاری در مجموعه مقالات)، در مورد اساس و روش بیان و ابراز هویت‌های جمعی در ایران (و بخصوص در استان گیلان) و نیز در نواحی جنوبی اروپا (پروانس، لانگدوک، پیه مون، کامپانی ایتالیا و غیره) است.
از سوی دیگر، مدت طولانی در زمینهٔ چگونگی و معنای شیفتگی مردم نسبت به تیم‌ها و بازی‌های فوتبال در چندین شهر و پایتخت جهان (از جمله مارسی، ناپل، تورینو، لانس، تهران) پژوهش‌هایی انجام داد. علاوه بر این، تعدادی از نوشته‌های کریستیان برومبرژه که رویکرد عمومی‌تری دارند، در جهت اصلاح و دقیق‌تر ساختن روش‌ها، مفاهیم و موضوعات مردم‌شناسی و مخصوصاً مطالعاتی در ارتباط با مسائل جوامع معاصر غرب است.
آثار
برخی از آخرین آثار او به قرار زیر است:
- مسکن، معماری و جامعهٔ روستایی در دشت گیلان در شمال ایران. (Habitat, Architecture and rural society in the Gilan plain, Northern Iran, Bonn, Ferd. Dummlers Verlag),
- در مورد پروانس، (Paris, Encyclopédies régionales Christine Bonneton),
- در مورد فوتبال:مسابقهٔ فوتبال، مردم‌شناسی شور هواداری در مارسی، ناپل و تورینو. (Le match de football. Ethnologie d'une passion partisane à Marseille, Naples et Turin, Paris, Editions de la Maison des Sciences de l'Homme; Football, la bagatelle la plus sérieuse du monde, Paris, Bayard),
- در مورد تفریح و سر گرمی‌ها در دوران معاصر: علاقه‌های معمولی. (Passions ordinaires, Paris, Bayard),
- در مورد جایگاه اشیاء در جوامع امروزی:زندگی حرفه‌ای اشیاء. نوآوری و رواج دوباره. (Carrières d'objets. Innovations et relances, Paris, Editions de la Maison des Sciences de l'Homme),
- در زمینهٔ منطقهٔ مدیترانه:انسان‌شناسی مدیترانه (Anthropologie de la Méditerranée/ Anthropology of the Mediterranean.
- کتاب ژرمن تیلیون، مردم‌شناسی در قرن. Germaine Tillion, une ethnologue dans le siècle.

(در حال حاضر، کریستیان برومبرژه مشغول تدوین کتابی در بارهٔ رفتار اجتماعی و فرهنگی مربوط به آرایش مو (موضوعی که رویارویی جوامع مختلف را مطرح می‌کند) و کتاب دیگری در مورد تحولات زندگی یک خانوادهٔ روستایی در گیلان و تأثیر تحولات اخیر ایران است.